# Xylaria hypoxylon
Xylaria hypoxylon (L.) Greville, Fl. Edin.: 355 (1824) è un fungo ascomicete.

## Descrizione della specie

### Corpo fruttifero
Fungo a forma di "corna", costituito da corpi allungati, subero-legnosi, cilindrici o compressi sorgenti dal substrato legnoso; la parte inferiore è nera, mentre quella superiore è bianca cosparsa di polvere bianca, costituita da numerosi conidi (farina conidiofora); la forma ascogena del fungo (o forma perfetta), è cilindrica, claviforme, rigonfia e nera; questa si origina, in primavera, dalla forma conidiofora.
Comunque si trovano anche entrambe le forme insieme. La forma ascogena ha superficie granulosa, porta numerosi periteci neri, che portano aschi ottosporici.

### Carne
Dura.

### Microscopia
Sporefusiformi, ottuse, reniformi, bianche in massa, guttulate, lisce, 12-14 × 5-6 µm
Aschicilindrici, ottosporici.

## Habitat
Cresce tutto l'anno su ceppaie marcescenti di latifoglie. È una specie molto diffusa.

## Commestibilità
Non commestibile, insignificante.

## Etimologia
Dal greco hypo(υπό) = sotto e xylon(ζυλόν) = legno, per la sua consistenza legnosa.

## Sinonimi e binomi obsoleti
- Clavaria hypoxylon L., Species Plantarum: 1182 (1753)
- Sphaeria hypoxylon (L.) Pers., (1796)
- Xylosphaera hypoxylon (L.) Dumort., (1822)

## Galleria d'immagini

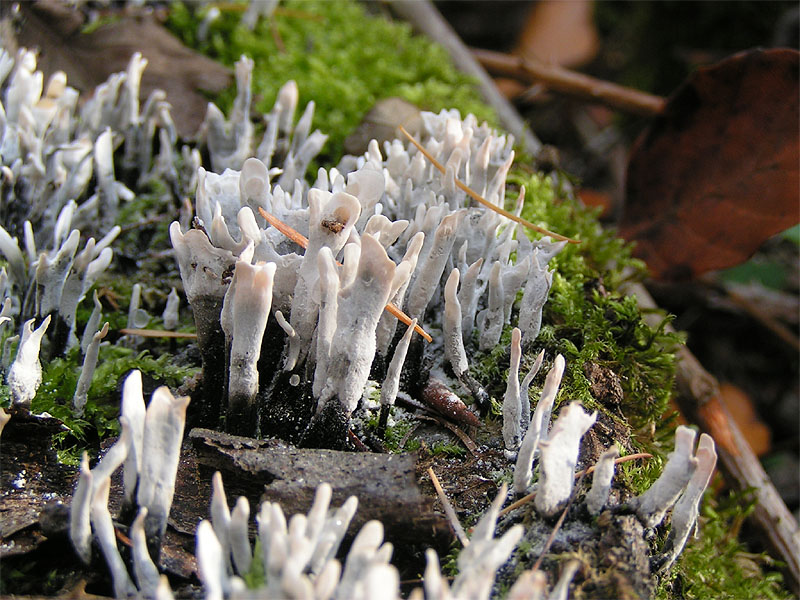
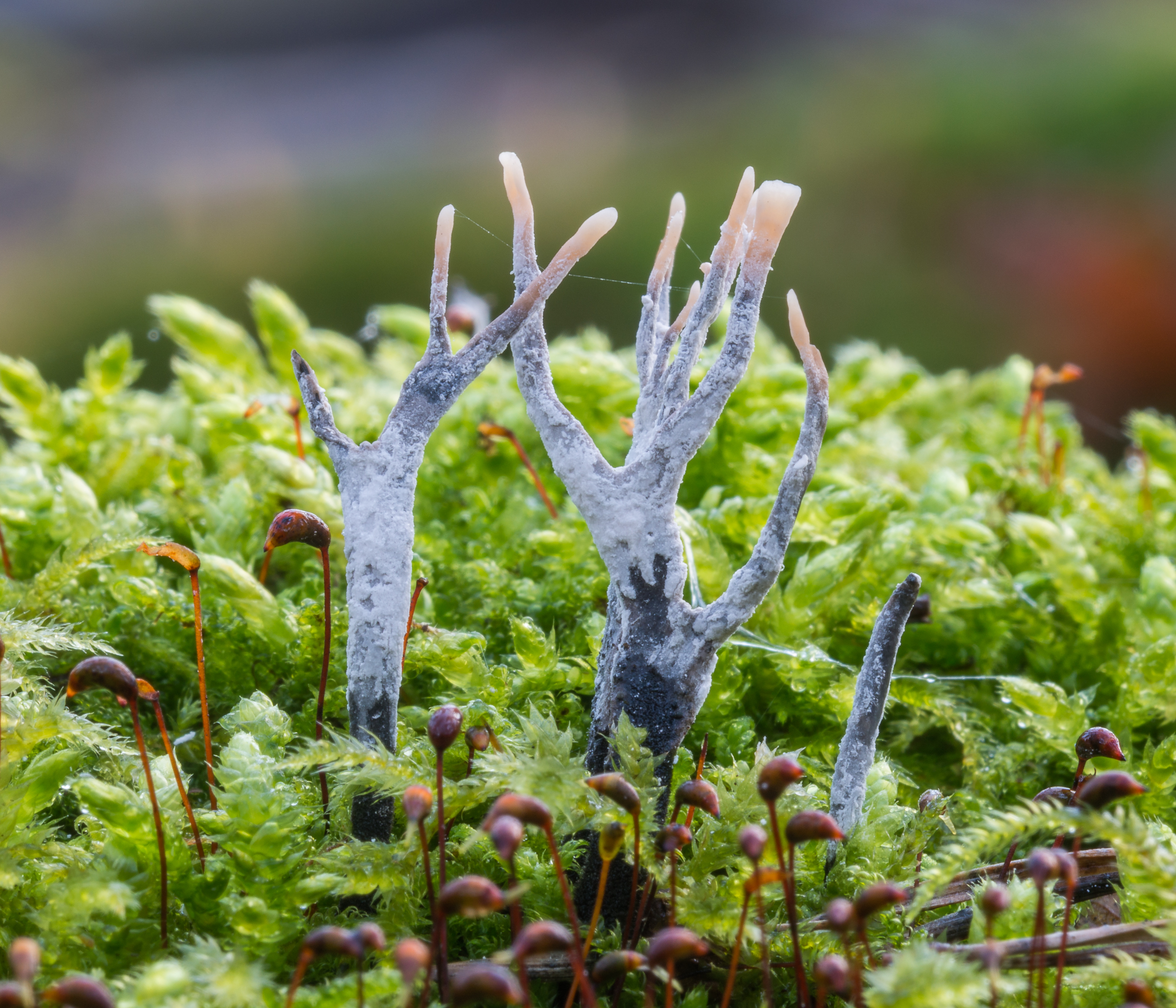

## Specie simili
- Daldinia concentrica